# 教师休息室
是2023年上映的德国剧情片，由伊凯·卡塔克执导，卡塔克与约翰尼斯·邓克编剧。电影于2023年2月18日在第73屆柏林影展全球首映，入选“电影大观”平行单元，并入选第48届多伦多国际电影节及第28届釜山国际电影节正式片单。
影片入选第95屆國家評論協會獎年度五佳国际电影榜单，代表德国角逐第96屆奧斯卡金像獎最佳国际影片奖。

## 梗概
富有理想主义情怀的老师卡拉·诺瓦克试图解决发生在学校内的一连串盗窃事件。

## 演员
- 莱奥妮·贝内施 饰 卡拉·诺瓦克（Carla Nowak）
- 米夏埃尔·克拉玛（德语：Michael Klammer） 饰 托马斯·利本维尔达（Thomas Liebenwerda）
- 拉斐尔·斯塔霍维亚克（德语：Rafael Stachowiak） 饰 米沃什·杜德克（Milosz Dudek）
- 安妮·凯瑟琳·古米奇（德语：Anne-Kathrin Gummich） 饰 贝蒂娜·博姆医生（Dr. Bettina Böhm）
- 伊娃·洛鲍（英语：Eva Löbau） 饰 弗里德里克·库恩（Friederike Kuhn）

## 评价
根据評論匯總网站爛番茄汇总的52篇评论文章，98%的评论家给予该作正面评价，平均打分为8.3分（满分10分）。该网站总结的评论家共识是“《教师休息室》是一部巧妙且具有挑衅性的现代寓言，以惊悚为核心，巧妙地利用其设定作为背景，展示了即使是紧密联系的社区也能以较快的速度陷入不稳定状态。” 在Metacritic上，根據8位影評人給予86分（滿分100分），這部電影獲得了「一致好評」。

## 獎項
其他獎項請見《教师休息室》獲獎與提名列表。
| 年份 | 頒獎典禮           | 獎項         | 入圍者         | 結果 |
| ---- | ------------------ | ------------ | -------------- | ---- |
| 2024 | 第96屆奧斯卡金像獎 | 最佳國際影片 | 《教师休息室》 | 提名 |